# Epizoanthus cutressi
Epizoanthus cutressi is een Zoanthideasoort uit de familie van de Epizoanthidae. De wetenschappelijke naam van de soort is voor het eerst geldig gepubliceerd in 1979 door West.